# Застава М64
Застава М64 је прва југословенска верзија совјетске пушке АК-47, која се средином шездесетих година двадесетог века, производила у крагујевачкој Застави. М64 се производила по совјетској лиценци, а ускоро је произведена и побољшана верзија М64Б.

## Употреба
Пушка М64 није била активно уведена у употребу, и већина произведених пушака је само стајала у магацинима. Није познато да ли је била коришћена у сукобима приликом распада Југославије. Пушка је пројектована 1952.
У документарној емисији Досије, која се емитује на Првој српској телевизији, наведен је податак да је Бранислав Матић — Бели, један од оснивача Српске гарде, и један од њених главних финансијера, убијен 4. августа 1991. када су на њега пуцале две непознате особе из пушке М64.